# Bārbeles pagasts
Bārbeles pagasts er en territorial enhed i Vecumnieku novads i Letland. Pagasten havde 894 indbyggere i 2010 og omfatter et areal på 97,60 kvadratkilometer. Hovedbyen i pagasten er Bārbele.